# Carl Gunderson

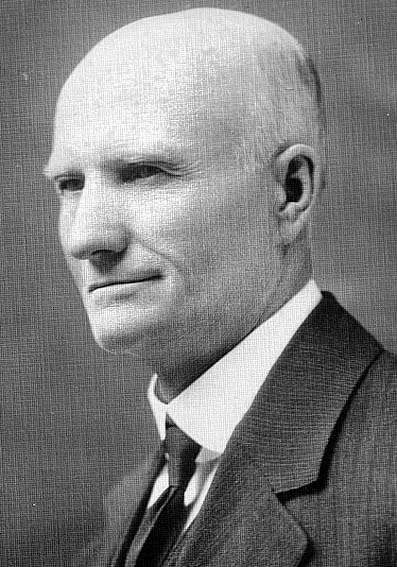
Carl Gunderson

Carl Gunderson, född 20 juni 1864 nära Vermillion, Dakotaterritoriet, död 16 februari 1933 i Mitchell, South Dakota, var en amerikansk republikansk politiker. Han var den elfte guvernören i delstaten South Dakota 1925-1927.
Han föddes i ett timmerhus av Hans Gunderson och Isabel Lee Gunderson. Morbrodern Andrew E. Lee var South Dakotas första norskfödda guvernör. Gunderson var jordbrukare. Han var ledamot av delstatens senat 1893-1894, 1897-1902 och 1917-1918. Han var viceguvernör i South Dakota 1921-1925 innan han blev guvernör.
Gunderson var baptist, frimurare och medlem i Odd Fellows. Hans grav finns på Bluff View Cemetery i Vermillion, South Dakota.